# Carlos Montoya

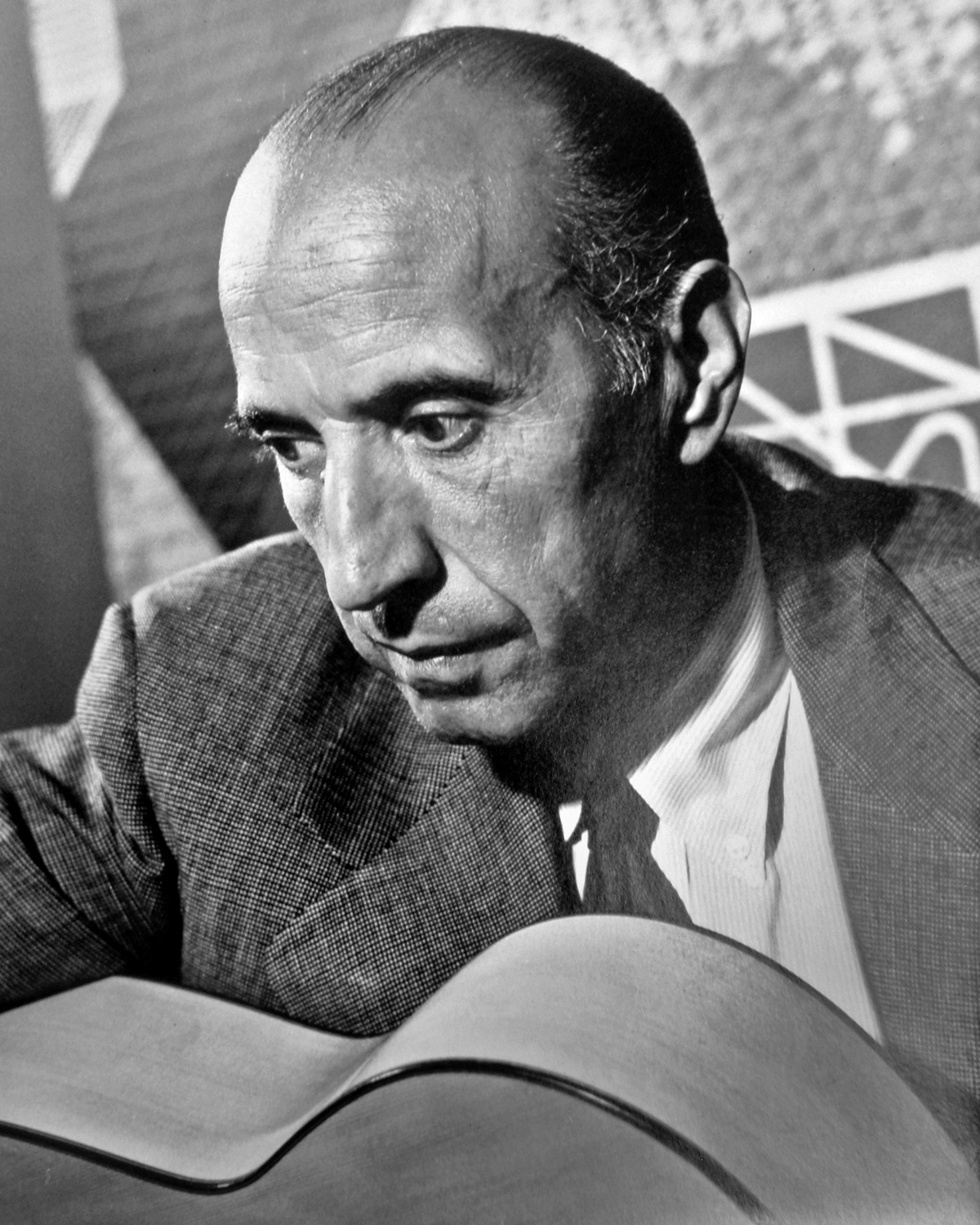
Carlos Montoya

Carlos García Montoya (Madrid, 13 december 1903 - Wainscott (New York) 3 maart 1993) was een prominent Spaans flamenco-gitarist, stichter van de hedendaagse flamencostijl.

## Levensloop
Carlos was een neef van de bekende flamencogitarist Ramón Montoya. Zijn moeder was zijn eerste lerares, en daarna de buurman en haarkapper, Pepe el Barbero. Hij trok nadien op zoek naar andere flamencogitaristen van wie hij kon leren. Op zijn veertiende speelde hij in Madrileense café chantants.
Gedurende de jaren twintig en dertig trad hij op in Europa, Noord-Amerika en Azië. Als gevolg van de Tweede Wereldoorlog vestigde hij zich in de Verenigde Staten, meer bepaald in New York, waar hij een succesvolle carrière begon, terwijl hij vaak op tournee trok doorheen het land en in andere landen met de danser La Argentina of met orkesten. Hij maakte ook platenopnamen voor de labels RCA Victor, Everest Records en Folkways Records.
Tegen het einde van de oorlog had hij zijn repertoire uitgebreid en speelde nu ook blues, jazz en folk. Hij toerde weer de wereld rond en was de eerste gitarist die dit deed met symfonische orkesten. In de Verenigde Staten domineerde hij de flamencowereld. Hij trad veel op in tv-uitzendingen en registreerde veertig albums. Hij hielp hierdoor de flamenco en de gitaarmuziek populair te maken.
Montoya wordt beschouwd als degene die de flamencogitaarmuziek heeft doen evolueren van een bescheiden dansbegeleiding tot een zelfstandige muziekstijl. Zijn eigen stijl was goed herkenbaar en hij werd een internationale ster. Niettemin apprecieerden ernstige flamencospelers hem minder omdat hij volgens hen onvoldoende in de lijn van de traditie bleef. Niettemin werd hij internationaal gewaardeerd voor zijn techniek.
Montoya was 89 toen hij aan hartfalen bezweek. Zijn dochter, Rosa Montoya, zette zijn traditie verder, door het introduceren van het flamencodansen in Californië.

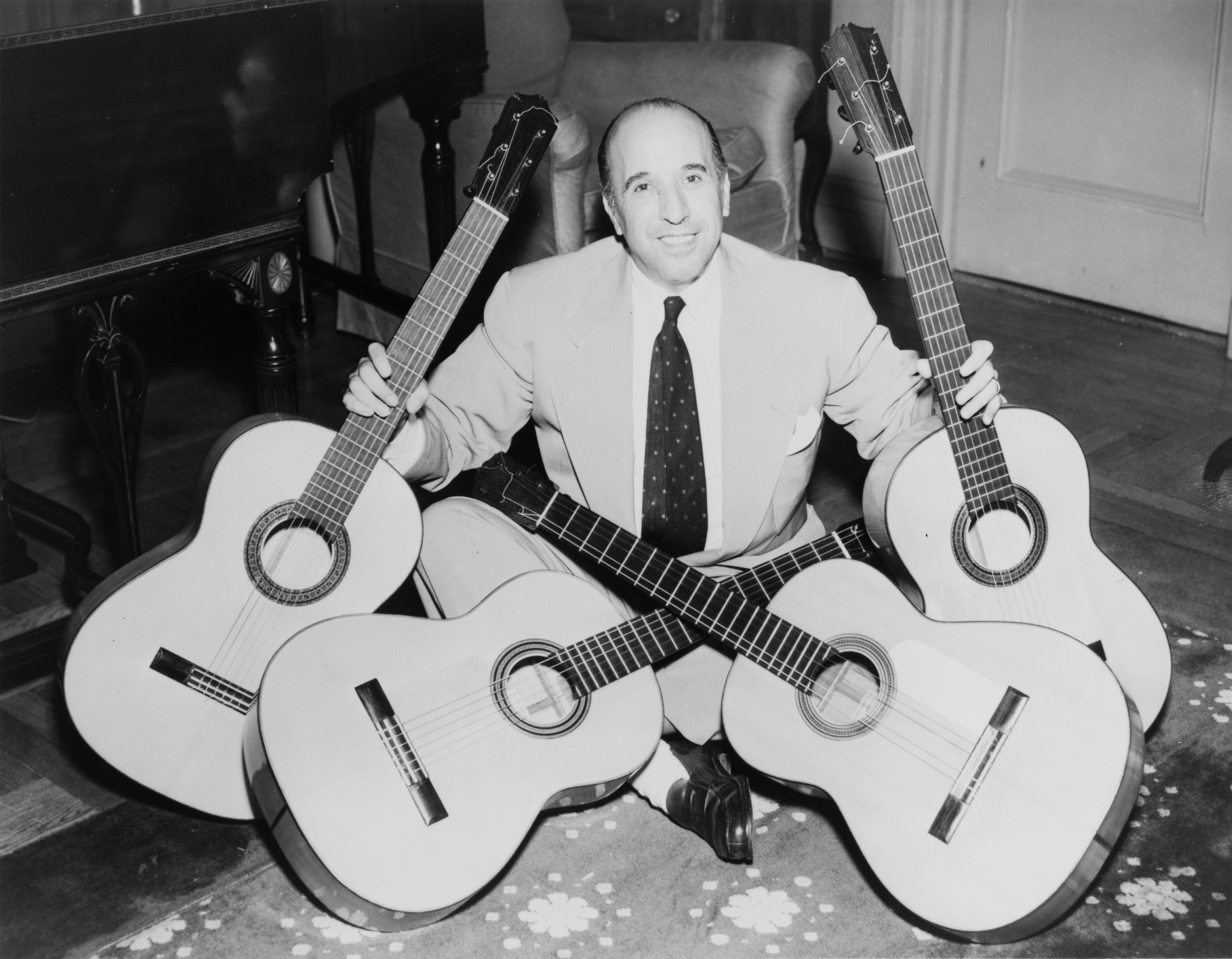
Carlos Montaya

## Voetnoten
1. 1 2 3 4 5  Wilkins, Jack. The Everything Guitar Book, Everything Books (2007) pp. 160-161
2. ↑  video: Carolos Montoya accompanies dancer and singer Tere Maya performing "Buleria" and Tientos Gitanos". Gearchiveerd op 8 april 2022.
3. ↑  Coelho, Victor. The Cambridge Companion to the Guitar, Cambridge Univ. Press (2003) p. 22
4. ↑  Noad, Frederick M. The Complete Idiot's Guide to Playing the Guitar, Penguin (2002) p. 162
5. ↑  video: "KQED Spark – Rosa Montoya", KQED TV, February 2005. Gearchiveerd op 11 juni 2023.

- Biblioteca Nacional de España: XX846425
- Bibliothèque nationale de France: cb13939685s (data)
- Gemeinsame Normdatei: 134959493
- International Standard Name Identifier: 0000 0001 0856 7923
- Library of Congress Control Number: n82025134
- Nationale Bibliotheek van Letland: 000171603
- MusicBrainz: d241d75d-921f-4cfe-b2e0-da977f5f679d
- Nationale Bibliotheek van Tsjechië: xx0050302
- Nationale Bibliotheek van Israël: 987007451472005171
- Nederlandse Thesaurus van Auteursnamen: 106502549
- SNAC: w6kj309s
- Système universitaire de documentation: 084007451
- Virtual International Authority File: 39566363
- WorldCat: E39PBJxGTr9BwrwdvmbQy9J7HC